# Права человека в Приднестровской Молдавской Республике
Права человека в ПМР закреплены в разделе II конституции. Существуют конституционный суд (c 2002 г.) и омбудсмен (с 2006 г.). Республика с 1992 г. рассматривает как действующие на её территории Конвенцию о предупреждении геноцида и наказании за него, Международный пакт о гражданских и политических правах и протоколы к нему, Европейскую конвенцию о защите прав человека и основных свобод и протоколы к ней, Международный пакт об экономических, социальных и культурных правах; рамочной нормой права в ПМР признаётся Конвенция о правах ребёнка.
Высказывается критика в адрес властей ПМР по поводу ограниченной возможности получать образование на молдавском языке, особенно с латинской графикой.
Европейский парламент в 2007 году осудил отсутствие уважения к правам человека в Приднестровье. Freedom House на 2021 год рассматривает ПМР как несвободную страну, положение с правами человека в Приднестровье критикуется также ГосДепом США в его докладе по Молдавии.

## Дела в Большой палате ЕСПЧ, касающиеся событий на территории под контролем ПМР
- Илашку и другие против Молдовы и России (постановление принято в 2004 г.) — о заключении ряда участников молдавской стороны приднестровского конфликта в ПМР. Большая палата ЕСПЧ сочла Россию ответственной за действия ПМР, хотя и не единогласно[8].
- Ряд дел о молдавских школах, использовавших латиницу — публичные школы, осуществлявшие обучение на молдавском языке с латинской графикой, были закрыты в 2004 году (позднее стали действовать как частные). Верховный комиссар ОБСЕ по делам национальных меньшинств назвал закрытие школ языковой чисткой и свидетельством неуважения к правам человека[9]. ЕСПЧ в 2010 году счёл частично приемлемыми жалобы № 8252/05, 43370/04 и 18454/06 против Молдавии и России и объединил судопроизводство по ним[10]; в октябре 2012 года Большая палата суда решила, что действия России нарушили право на образование[11]; МИД РФ расценил это решение как предвзятое[12].

## Места заключения в ПМР
Согласно докладу Госдепартамента США о правах человека, тюрьмы в Приднестровье считаются суровыми.
По данным докладов Госдепартамента США о правах человека за 2003–2004 и 2005 годы, право граждан на смену правительства серьезно ограничено; сообщается, что власти продолжают применять пытки, произвольные аресты и задержания. Власти Приднестровья преследовали независимые СМИ и оппозиционных законодателей, ограничивали свободу объединений и вероисповедания, а также дискриминировали румыноговорящих граждан.

## Внешние ссылки
- Конституция ПМР с поправками 2016 года Архивная копия от 22 ноября 2018 на Wayback Machine
- Уполномоченный по правам человека в ПМР Архивная копия от 27 июля 2011 на Wayback Machine
- Доклад представителя ОБСЕ по свободе СМИ о ситуации в регионе Архивная копия от 10 июля 2018 на Wayback Machine, 2005 (англ.)
- Встреча И. Смирнова с Верховным комиссаром ООН по правам человека Архивная копия от 10 октября 2016 на Wayback Machine МИД ПМР, и пресс-релиз Верховного комиссара ООН по правам человека, 2011
- Сообщение Комиссара Совета Европы по правам человека о визите в Приднестровье, 2012 (англ.)
- Андрисек О., Греку М. Право на образование в Приднестровском регионе Республики Молдова и реакция международного сообщества Архивная копия от 3 сентября 2009 на Wayback Machine Оригинальное издание: Helsinki Monitor № 2, 2003, pp. 101–116.
- Массовые и наиболее серьёзные нарушения прав человека и положение в зоне вооружённого конфликта в г. Бендеры. Июнь-июль 1992 Мемориал, 1992
- Пытки и жестокое обращение с заключенными в Молдове, включая Приднестровье: безнаказанность торжествует FIDH 2013 — стр. 36-51
- Хаммарберг Т. Report on Human Rights in the Transnistrian Region of the Republic of Moldova Архивная копия от 21 апреля 2016 на Wayback Machine 2013  (англ.)
- Assessing human rights protection in Eastern European disputed and conflict entities Архивная копия от 16 октября 2014 на Wayback Machine FIDH  ISSN 2225-1804; 2014  (англ.)
- Nuţa C. Human Rights in Internationally Unrecognized Entities: The Cases of Abkhazia and Transnistria. What Role for the European Union? College of Europe, 2013. ISBN 978-83-63128-02-9 (англ.)
- Human rights and the Frozen Conflicts in the Eastern Neighborhood Архивная копия от 14 июня 2019 на Wayback Machine Европейский Парламент 2007 (англ.)